# Цегельський Михаїл
Михаї́л Львович Цеге́льський  (6 листопада 1848 — 5 квітня 1944) — церковний і громадський діяч у Галичині, греко-католицький священник, дійсний папський шамбелян (камергер), граф Римський (титул наданий Папою Римським). Батько Лонгина, Романа та Ігнатія Цегельських. Прапрадід Олега Тягнибока по матері.

## Життєпис
Родом із с. Висоцько на Львівщині. Походив зі священничої родини о. Льва Цегельського і його дружини Марії з роду Велеховських.
Середню освіту здобував у Цісарсько-королівській гімназії імені кронпринца Рудольфа у Бродах та Академічній гімназії у Львові. Вивчав право й теологію у Львівському університеті. У 1873 року висвячений на диякона, а 26 грудня 1875 року у соборі Святого Юра у Львові Митрополит Йосиф Сембратович висвятив Михайла Цегельського на священника та призначив його душпастирювати в містечко Кам'янка Струмилова.
З 1875 року — сотрудник, з 1879 року — адміністратор і з 1882 року і до кінця життя парох, отець-шамбелян (папський парох) і декан у Кам'янці Струмиловій (засновник і керівник майже усіх місцевих і повітових товариств).
На місці старої, дерев'яної, розібраної у 1862 році церкви, о. М. Цегельський керував спорудженням нової церкви, будівництво якої було завершено у 1882 році. Студентом брав участь в установчих зборах українського товариства «Просвіта» 8 грудня 1868 року, а 1892 року став ініціатором створення філії цього Товариства в Кам'янці Струмиловій. Уже на перших зборах цієї філії у липні 1892 року його обрали головою. Саме він у 1911 році виступив з ініціативою побудувати пам'ятник Маркіянові Шашкевичу на Білій Горі біля села Підлисся. Роком пізніше був серед ініціаторів перенесення останків М. Шашкевича з села Новосілок на Личаківський цвинтар у Львові. До результатів його діяльності, які й сьогодні можуть бачити мешканці Кам'янки Струмилової, крім нової церкви, треба зарахувати «Народний дім» та читальню товариства «Просвіта».
Під час першої світової війни російська окупаційна влада вивезла о. М. Цегельського до Києва. Тоді ж він отримав від Митрополита Андрея Шептицького, який у той час теж перебував на засланні, повноваження перебрати опіку над усіма так званими станицями духовної обслуги для греко-католиків на Східній Україні й титул Генерального Вікарія України. У Києві о. М. Цегельський збудував греко-католицьку церкву Христа-Спаса (зруйнована у 1930-х роках). Лише у 1917 році зміг повернутися на свою парафію до Кам'янки Струмилової. У 1918 році двічі їздив до Києва як Генеральний вікарій України.
Український громадський комітет Кам'янки Струмилової (до його складу входили о. М. Цегельський, Роман Петрушевич — молодший брат Президента ЗУНР, — І. Вертипорох та інші) роззброїв вояків старшинської школи в місті. Був послом (делегатом) до парламенту ЗУНР і головою Повітової Української Національної Ради в Кам'янці Струмиловій. Після окупації ЗУНР був заарештований польською владою.
За його подвижницьку діяльність на користь Української Церкви отцю Михайлу Цегельському було присвоєно титул дійсного папського шамбеляна і графа Римського.
У міжвоєнний період — діяч Українського національно-демократичного об'єднання (УНДО). У 1931 p. був членом-засновником Українського католицького союзу (УКС).
Помер 5 квітня 1944 року, на 96 році життя, у Кам'янці Струмиловій.